# Pterolophia villosa
Pterolophia villosa là một loài bọ cánh cứng trong họ Cerambycidae.